# Museum zur Geschichte von Christen und Juden
Das Museum zur Geschichte von Christen und Juden in Laupheim im Landkreis Biberach in Oberschwaben ist ein Museum über das rund zweihundertjährige Zusammenleben von Juden und Christen in der Stadt. 

## Geschichte und Beschreibung
Das Museum wurde 1998 eröffnet. Es ist in einem Teil des Schlosses Großlaupheim untergebracht und hat eine Außenstelle im Haus am jüdischen Friedhof. Die Ausstellung wurde vom Haus der Geschichte Baden-Württemberg erarbeitet und umgesetzt. 
Betreiber des Museums ist die Stadt Laupheim. Seit dem Jahr 2009 ist Gabriele Wulz, Prälatin der Prälatur Ulm, Vorsitzende des neugeschaffenen Museumsbeirats.
Die Hauptabteilung des Museums war von Dezember 2021 bis zum Sommer 2023 wegen Umbauarbeiten und Neukonzeption der Ausstellung geschlossen.

## Geschichte der Juden in Laupheim

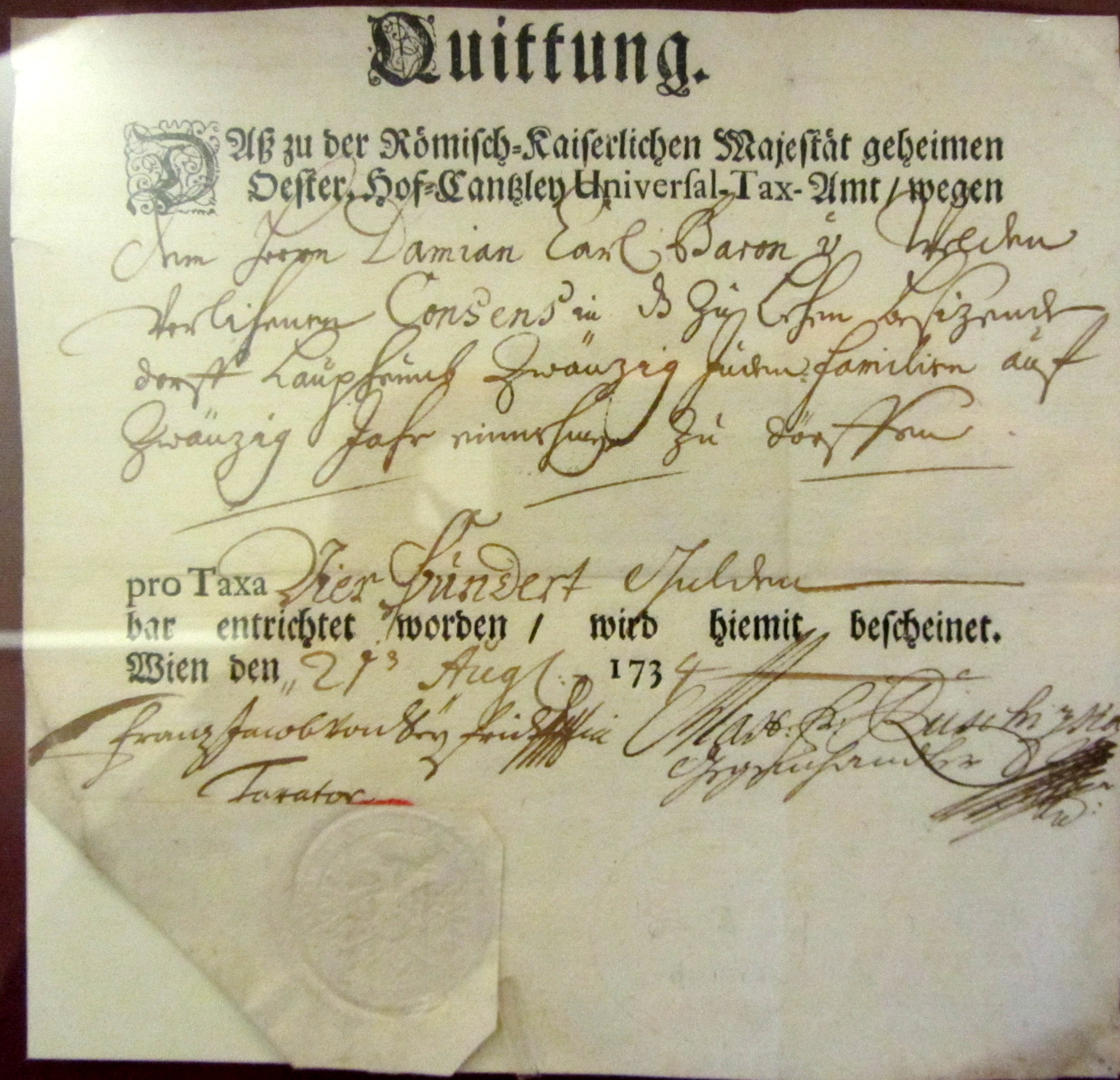
Quittung über die einmalige Entrichtung von 400 Gulden an das Universal-Tax-Amt der Römisch-Kaiserlichen Majestät’s geheimen Österreichischen-Hof-Kanzlei in Wien

Um 1730 erlaubte der Reichsfreiherr Carl Damian von Welden den Zuzug der ersten 20 jüdischen Familien in sein Territorium nach Laupheim. Sie ließen sich auf dem Judenberg nieder, ein Schutzbrief machte das möglich. In diesem Schutzbrief war auch die Verpflichtung mit inbegriffen, fünf Häuser für je vier Familien zu erbauen. Für jedes Haus mussten die Juden 100 Gulden in Vorauskasse entrichten. Eine Quittung vom 21. August 1734 bestätigt den Eingang von 400 Gulden, gezahlt an das Universal-Tax-Amt, eine Unterbehörde der Reichshofkanzlei in Wien. Die Verpflichtung zu dieser Zahlung bestand wiederum, weil Carl Damian von Welden in einem Lehensverhältnis zum Haus Habsburg stand.
Bald entstand in Laupheim ein jüdisches Viertel mit Friedhof, Synagoge, Schule und Rabbinat. Zu Zeiten des Königreichs Württemberg befand sich in Laupheim eine der größten jüdischen Gemeinden im Königreich.

## Bisheriger Rundgang durch das Museum

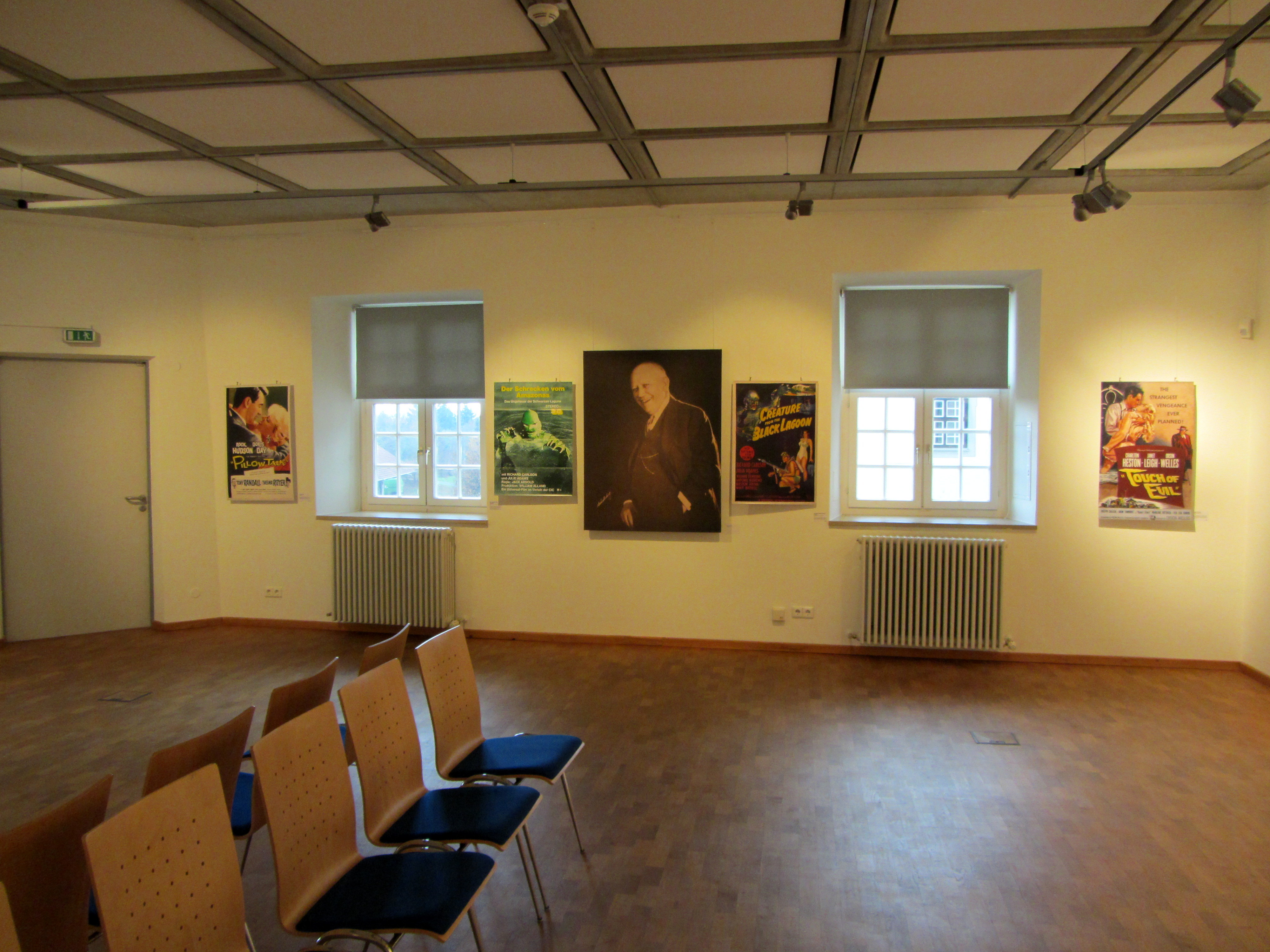
Der Carl-Laemmle-Saal im Erdgeschoss des Museums

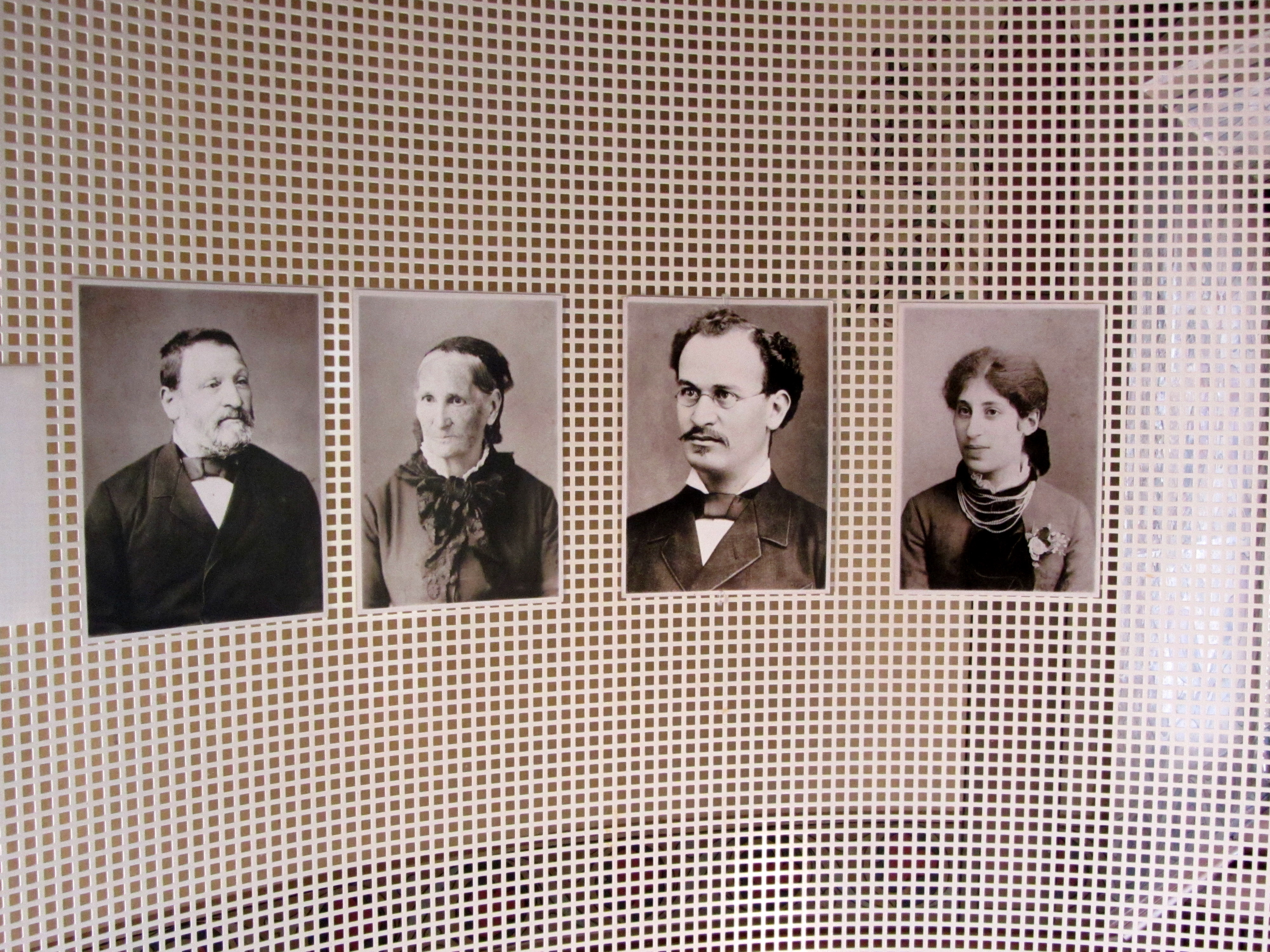
Porträts jüdischer Persönlichkeiten in einem weiteren Ausstellungsraum

- Carl Laemmle – Von Laupheim nach Hollywood: Im Erdgeschoss wird die Geschichte des aus Laupheim stammenden Gründers und Chefs der Universal Studios in Hollywood, Carl Laemmle, dargestellt.
- Die Reichsfreiherren von Welden und Laupheim: Im weiteren Verlauf wird die rechtliche Situation der Juden vor der Säkularisation mit dem Ort als Teil Vorderösterreichs/Schwäbisch-Österreich – Landvogtei Schwaben mit dem Adelshaus der Reichsfreiherren von Welden dargestellt.
- Christen und Juden im 18. Jahrhundert: Nachdem die Juden aus den freien Reichsstädten vertrieben wurden oder ihre Zahl begrenzt wurde, wurden sie auch in kleinen weltlichen Herrschaften Oberschwabens aufgenommen, so in Fellheim, Altenstadt (Iller) oder in Fischach bei Augsburg. Die Aufnahme der Juden in einem Territorium geschah aus rein wirtschaftlichen Aspekten der Territorialherren. Sie sollten den Handel ankurbeln, Gewerbe in den Ort bringen und die Finanzen der Territorialherren aufbessern.
- Christliche Bürger – jüdische Untertanen: Die Napoleonischen Kriege beendeten die Herrschaft Österreichs in diesem kleinen weltlichen Territorium. Die Ritterschaft Laupheim wurde 1806 Bestandteil des Königreichs Württemberg. Erst im Jahre 1864 erhielten die Juden das volle Bürgerrecht im Königreich.
- Katholiken, Juden, Protestanten: Ende des 19. Jahrhunderts beherbergte Laupheim die größte jüdische Gemeinde im Königreich Württemberg. Erst einhundert Jahre später, in der Mitte des letzten Jahrhunderts, entstand in Laupheim eine kleine protestantische Gemeinde.
- Räume von Juden und Christen: Nach der rechtlichen Gleichstellung engagierten sich jüdische Bürger in vielen kommunalen Einrichtungen.
- Die Familie Steiner: Kilian von Steiner nahm erheblichen Einfluss auf die Wirtschaftsgeschichte des Königreiches Württemberg.
- Der Erste Weltkrieg: Der Glaube an die Idee des deutschen Vaterlandes brachte Juden und Christen im Ersten Weltkrieg dazu, sich freiwillig bei der Armee des Königreiches Württemberg an die Fronten im Osten und Westen des Landes zu melden. Dabei fielen 168 christliche und 9 jüdische Bürger von Laupheim.
- Die Weimarer Republik: Die Republik von Weimar stellte den Höhepunkt des christlichen und jüdischen Lebens in Laupheim dar. Die Gründung einer NSDAP-Ortsgruppe und antisemitische Hetzkampagnen begannen, das Zusammenleben von Juden und Christen in dem Ort zu vergiften.
- Der Nationalsozialismus: In der Zeit des Nationalsozialismus wurden das jüdische Leben in Laupheim und die fragile christlich-jüdische Koexistenz im Ort zerstört. Die Verfolgungen begannen sofort nach der Machtübernahme Adolf Hitlers. Die Mehrheit der Bürger Laupheims verschlossen ihre Augen gegenüber dem Leiden ihrer jüdischen Mitbürger.
- Nachkriegszeit und Gegenwart: In der Nachkriegszeit herrschte über Jahrzehnte ein Schweigen der christlichen Bürger zu der jüngeren Stadtgeschichte.
- Der Künstler Friedrich Adler: Die Realschule von Laupheim wurde nach dem Künstler Friedrich Adler benannt.
- Der Künstler Ivo Schaible: Ivo Schaible SDS aus Baustetten war ein Pater des Ordens der Salvatorianer und ein vielseitiger Künstler der sakralen und weltlichen Kunst. Er diente seinem Orden vierzehn Jahre lang in den Niederlassungen in Kolumbien. Hier entwarf und gestaltete die Glasfenster in einigen Kirchen. Er war ein leidenschaftlicher Fotograf und malte Landschaftsbilder und Porträts.
- Laupheimer Frauen: In diesem Abschnitt des Museums werden die Lebensläufe christlicher und jüdischer Frauen aus Laupheim dargestellt.